# Scopula perfilata
Scopula perfilata är en fjärilsart som beskrevs av Louis Beethoven Prout 1920. Scopula perfilata ingår i släktet Scopula och familjen mätare. Inga underarter finns listade.